# Jan van den Hoecke
Jan van den Hoecke (getauft am 4. August 1611 in Antwerpen; † 1651 ebenda oder in Brüssel) war ein flämischer Maler des Klassizismus.

## Leben
Van den Hoecke war der zweite Sohn des Malers und Meisters der Antwerpener Lukasgilde Kaspar van den Hoecke (auch Casper, Jasper oder Gaspar; * vor 1595; † nach 1648) und dessen erster Frau Margaretha (geborene van Leemput, † um 1621). Er hatte insgesamt acht Brüder, darunter einen Halbbruder Robert van den Hoecke (getauft am 30. November 1622–1668) aus der im Jahr 1621 geschlossenen Ehe des Vaters mit Margarethe Misson. Er wurde anfangs durch seinen Vater ausgebildet und soll anschließend von Peter Paul Rubens unterrichtet worden sein, in dessen Werkstatt er einige Zeit arbeitete.  Ein Johannes van den Hoecke wird als einer der Schüler von Peter Paul Rubens erwähnt:

“In arte pictoria plurimos habuit discipulos, inter quos excelluerunt Petrus Soutmans, […] Justus van Egmond, Erasmus Quellinus, Joannes Bronchorst, Joannes van den Hoecke, pictor archiducis Leopoldi, et praecipue Antonius van Dyck”

„In der Malerei hatte er viele Schüler, darunter Peter Soutmans, […] Justus van Egmond, Erasmus Quellinus, Joannes Bronchorst, Joannes van den Hoecke, den Maler des Erzherzogs Leopold, und insbesondere Antonius van Dyck“

1635 war er gemeinsam mit seinem Vater an den Dekorationen eines großen Triumphbogens anlässlich der Feierlichkeiten beim Einzug des Kardinalinfanten Ferdinand, dem Bruder von König Philipp IV. von Spanien, in Antwerpen beschäftigt, die mit 3140 Gulden vergütet wurden.
Er hatte in Antwerpen nicht, wie sein Vater, das Meisterrecht erworben und kam zwischen 1635 und 1637 nach Italien. 1644 wurde er in Rom Mitglied der Künstlergesellschaft Virtuosi al Pantheon. Danach ging er nach Österreich und hielt sich am Hof Kaiser Ferdinands III. auf. 1647 kehrte er als Hofmaler im Gefolge des Erzherzogs Leopold Wilhelm nach Antwerpen zurück und trat in die „Gesellschaft der Romanisten“ ein, deren Konsul er 1650 wurde. Für den Herzog fertigte er zahlreiche religiöse Gemälde, profane Historienbilder und Porträts. Er war auch für andere Fürsten tätig und entwarf Muster für Tapeten und Bildteppiche, darunter die Serie überlebensgroßer allegorischer Darstellungen der 12 Monate niederländisch De twaalf maanden oder der Tageszeiten. Am 5. August 1648 heiratete er in Antwerpen Clara van Woonsel.
Seinen Bildnisse ähneln mehr denen des Malers Anthonis van Dyck als denen von Rubens. Er malte auch Altarbilder für flandrische Kirchen. Er soll die Erlaubnis römischen Kardinäle gehabt haben, die Bilder aus ihren Kabinetten zu kopieren. Das Inventar des Erzherzogs entlieht eine große Anzahl solcher Kopien nach Veronese, Tizian und anderen.

## Abweichender Lebenslauf
Nach dem Biographisch woordenboek der Nederlanden wurde Jan van Hoeck oder van den Hoecke bereits am 6. September 1598 in Antwerpen geboren. Demnach war er der Sohn eines Willem van Hoeck und dessen Frau Apolline (geborene Janssens). Als dessen Schüler sei er Rubens fast ebenbürtig gewesen und er habe sich in seiner Jugend auch der Literatur und Wissenschaft gewidmet. Bei seinem Aufenthalt in Rom habe er sich nicht zu erkennen geben. Von dort ging er an den Hof Kaiser Ferdinands II. und fertigte Kunstwerke für Kirchen und Paläste, die Bildnisse der Adligen, Fürsten und Kurfürsten Deutschlands. Anschließend entsprechen die Angaben dem weiteren Lebenslauf. Er wurde Hofmaler des Erzherzog Leopold und starb um 1650 oder 1651. Diese Angaben zu den Eltern finden sich auch bei Christiaan Kramm (1797–1875) in De levens en werken der Hollandsche en Vlaamsche kunstschilders, beeldhouwers, graveurs en bouwmeesters, van den vroegsten tot op onzen tijd. Die Lebensdaten sind auch in der Deutschen Biografie so wiedergegeben.

## Werke (Auswahl)
- Porträt Kaiser Ferdinand III., um 1644/47, Öl auf Leinwand, 74,5 × 61 cm, Kunsthistorisches Museum (Schloss Ambras), Innsbruck[9]
- 1635: Der Triumph Davids
- 1649: Porträt Karl II. von England, angefertigt im Brüssel
- Madonna mit dem Kind
- Allegorie der Vergänglichkeit
- Allegorien von sechs Monaten
- Allegorie von Tag und Nacht
- Christus am Kreuze mit Maria, Johannes und St. Franziskus (Brügge)
- Heiliger Franziskus vor der Madonna mit dem Kind (Museum Antwerpen)
- Die Apostel Paulus und Barnabas in Lystra (Eremitage Sankt Petersburg)
- Bildnis des Erzherzogs Leopold Wilhelm
- Erzherzog Leopold Wilhelm im Gebet (Liechtenstein)

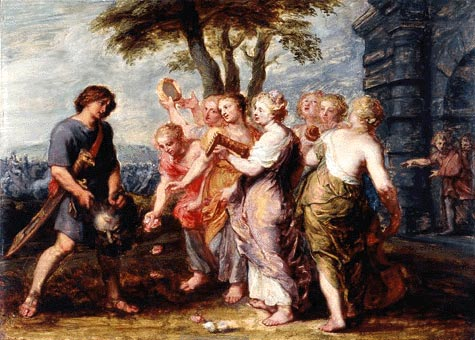
Der Triumph Davids (1635)

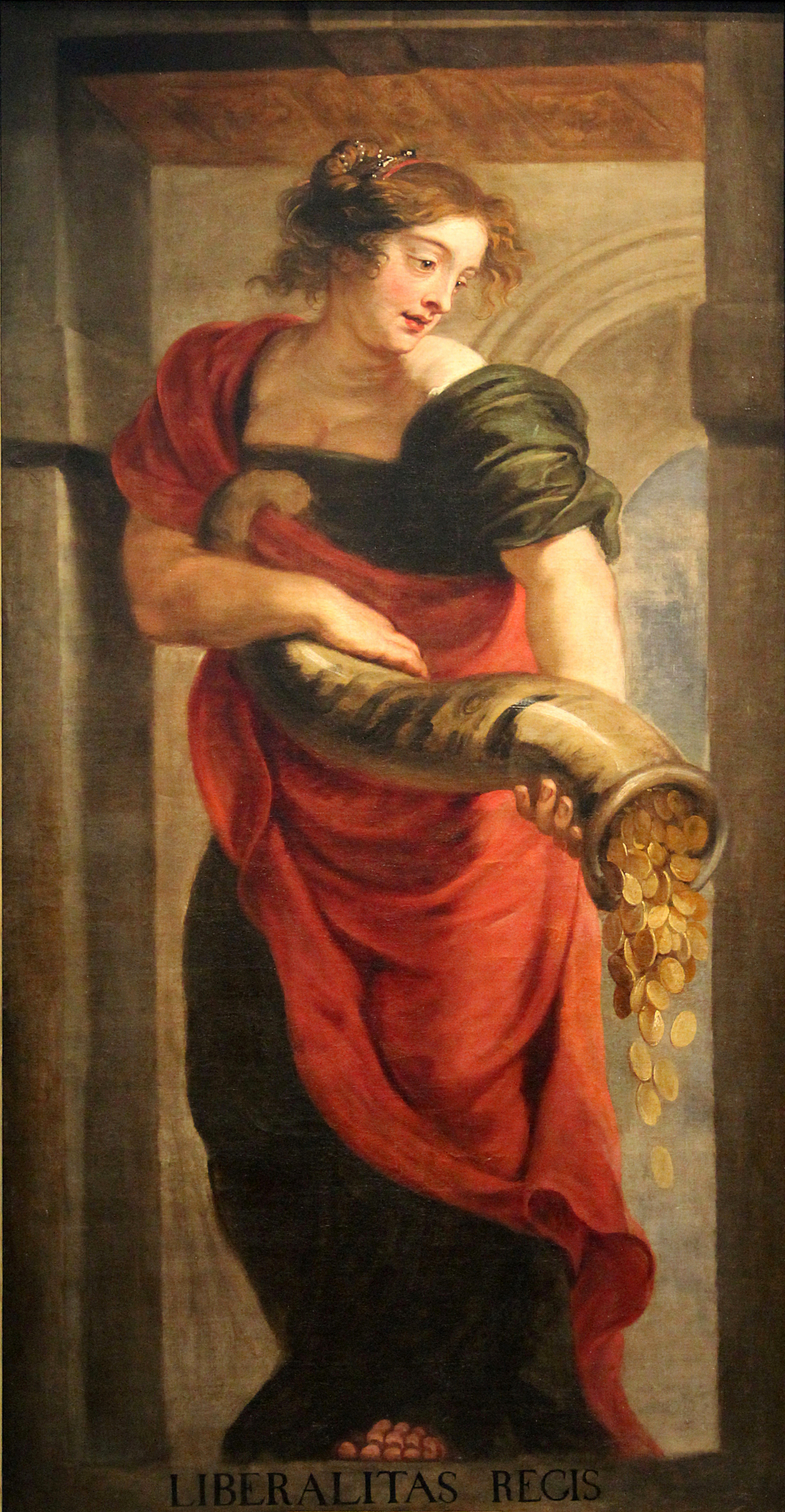
Die Großzügigkeit des Königs (1635) im Palais des beaux-arts de Lille.
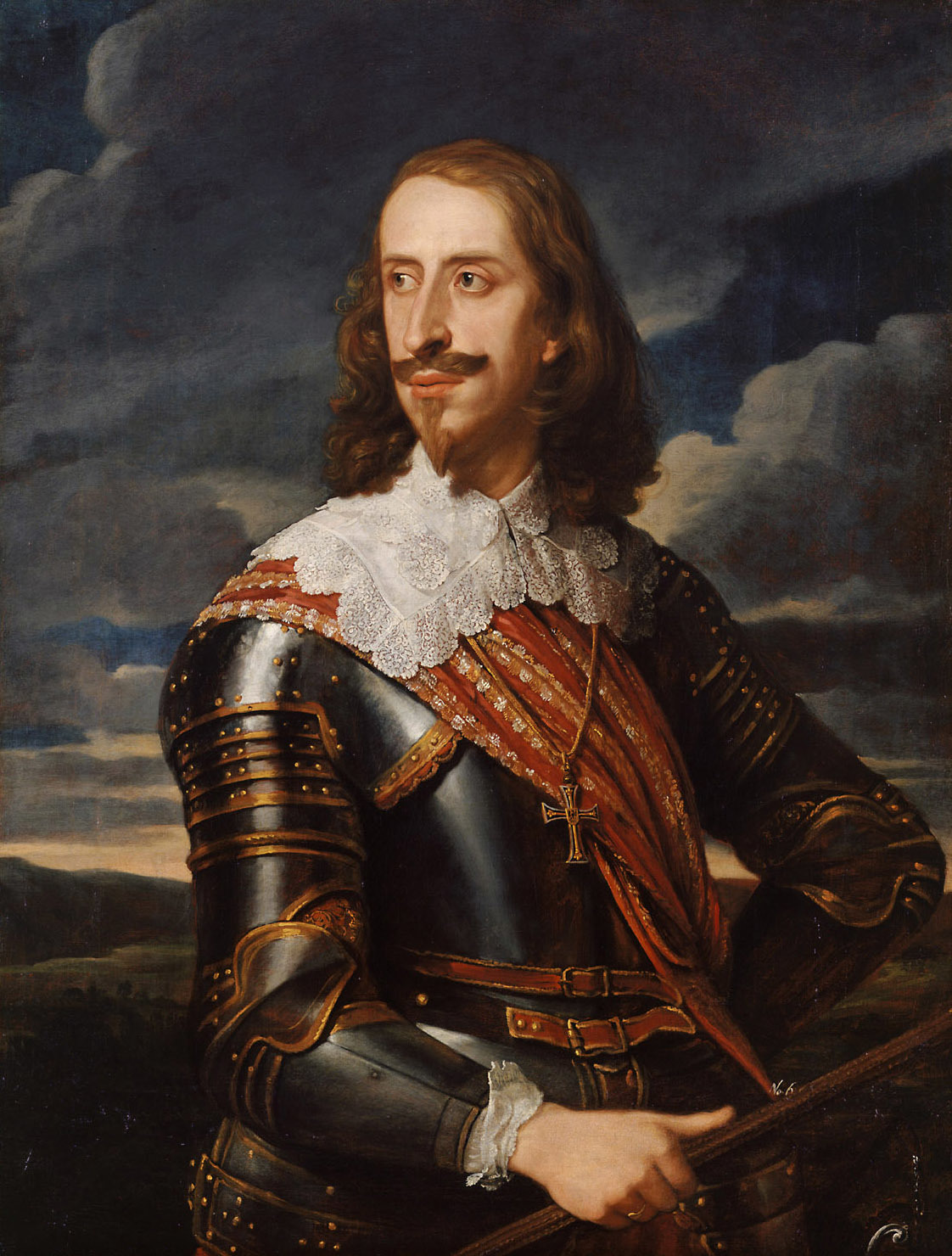
Erzherzog Leopold Wilhelm in Rüstung
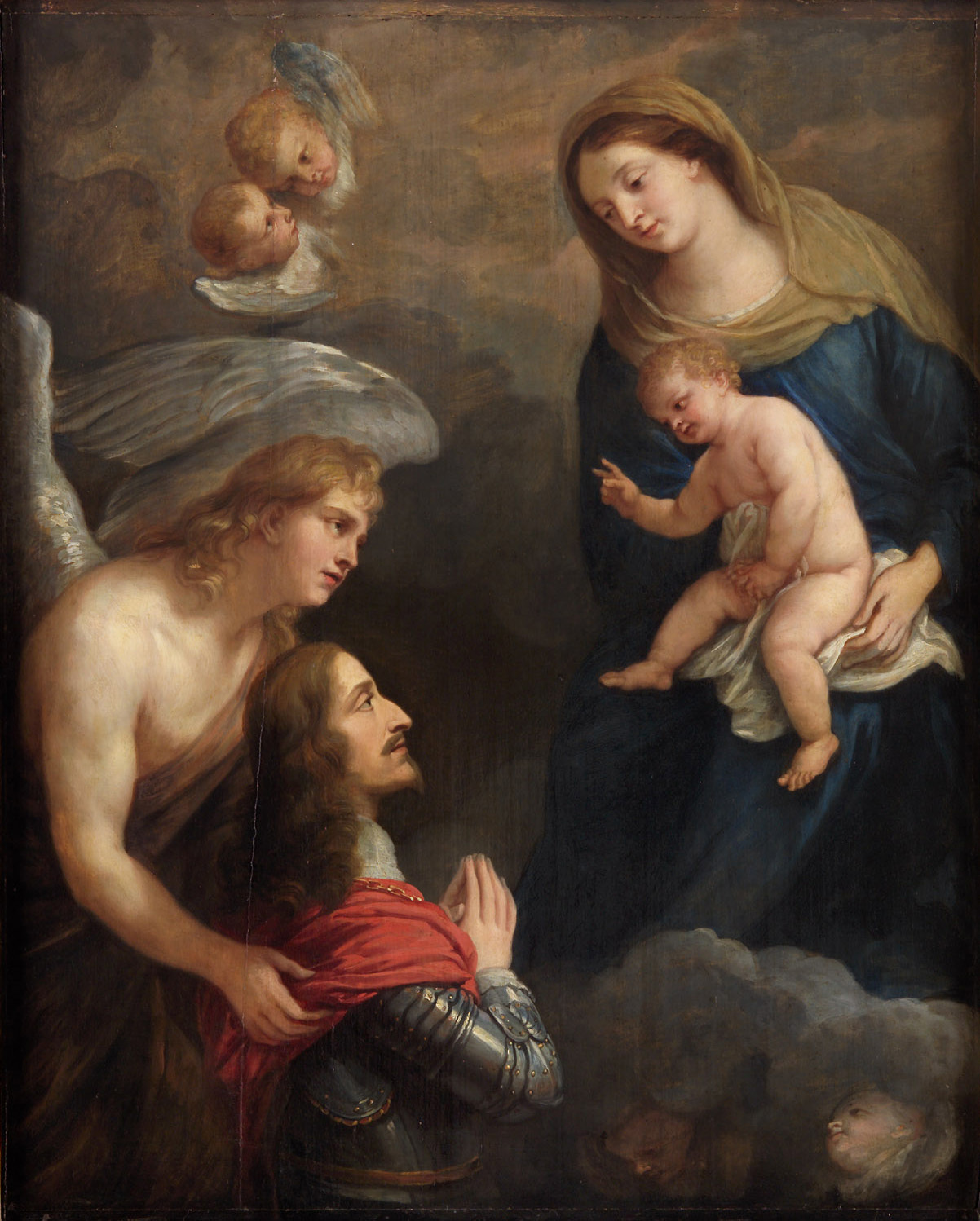
Erzherzog Leopold Wilhelm im Gebet
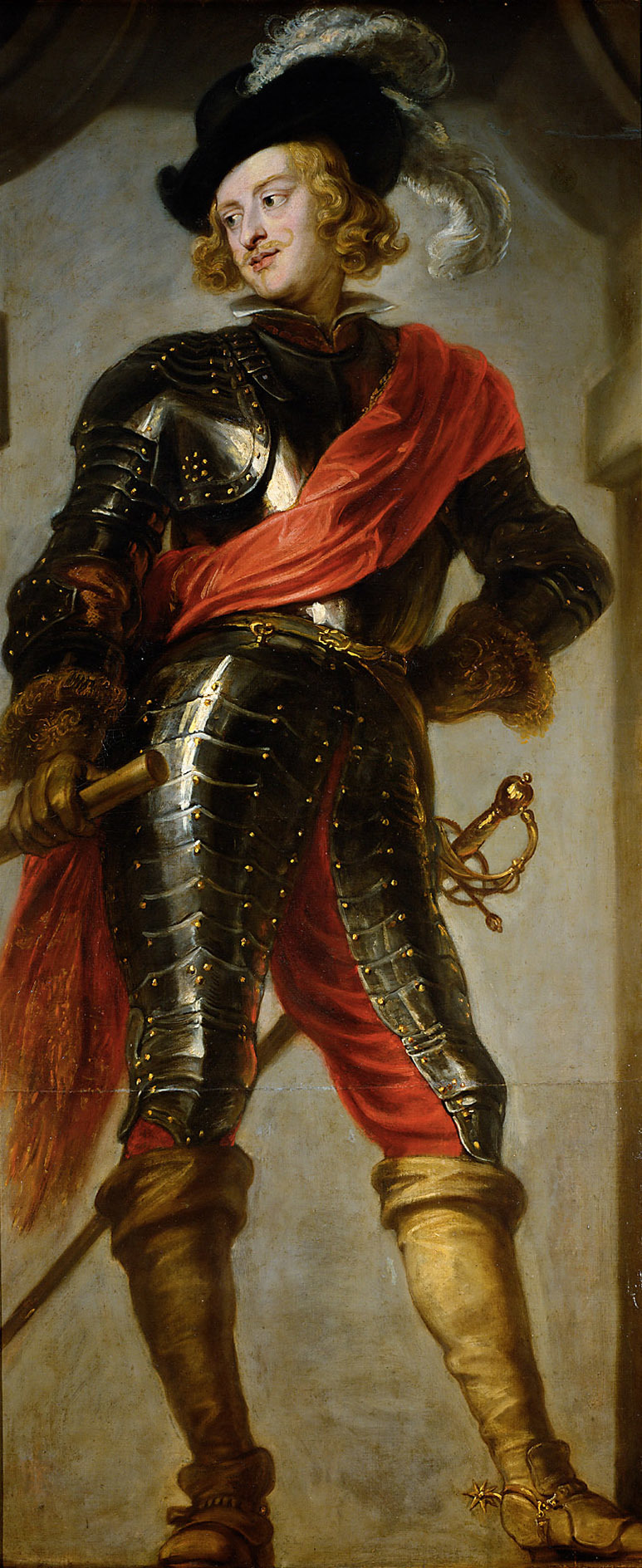
Kardinalinfant Ferdinand